# Protimesius lucifer
Protimesius lucifer  is een hooiwagen uit de familie Stygnidae.